# Coupe du Portugal de football 1978-1979
Navigation
1977-1978 1979-1980

La Coupe du Portugal de football 1978-1979 est la 39e édition de la Coupe du Portugal de football, considéré comme le deuxième trophée national le plus important derrière le championnat. 
La finale est jouée le 30 juin 1979, au stade national du Jamor, entre le Boavista Futebol Clube et le Sporting Clube de Portugal. Les deux équipes n'arrivent pas à se départager, après prolongation le score est de 1 à 1, une nouvelle finale est nécessaire. Les deux clubs se retrouvent le 1er juillet au même endroit, le Boavista remporte son troisième trophée en battant le Sporting CP 1 à 0 et se qualifie pour la Coupe d'Europe des vainqueurs de coupe de football 1979-1980.

## Finale
| 30 juin 1979 | Boavista Futebol Clube | 1 - 1 a. p. | Sporting Clube de Portugal | Stade national du Jamor           |                                   |
|              |                        | (0 - 0)     |                            | Arbitrage : Augusto Marques Pires | Arbitrage : Augusto Marques Pires |
|              | Feuille de match       |             |                            | Arbitrage : Augusto Marques Pires | Arbitrage : Augusto Marques Pires |

| 1 juillet 1979 | Boavista Futebol Clube | 1 - 0   | Sporting Clube de Portugal | Stade national du Jamor      |                              |
|                |                        | (1 - 0) |                            | Arbitrage : José Rosa Santos | Arbitrage : José Rosa Santos |
|                | Feuille de match       |         |                            | Arbitrage : José Rosa Santos | Arbitrage : José Rosa Santos |